# 世界人工智能大会
世界人工智能大会是自2018年起每年在中国上海舉辦的以人工智能為主題的會議。該會議由国家发展和改革委员会、科学技术部、工业和信息化部、国家互联网信息办公室、中国科学院、中国工程院和上海市人民政府共同主办。
第一屆世界人工智能大会在徐汇区舉辦。2024年起，會議全稱改成世界人工智能大会暨人工智能全球治理高级别会议。